# Complejo para Deportes Acuáticos y Velódromo-Patinódromo Nacional
El Complejo para Deportes Acuáticos y Velódromo-Patinódromo Nacional está localizado en la ciudad de San Salvador, El Salvador. 
Las instalaciones acuáticas son conocidas popularmente como «El Polvorín» y albergan diferentes disciplinas como  natación, natación sincronizada, clavados y polo acuático. Por su parte, la pista para ciclismo tiene 333.33 m de largo, y dentro de ella, se encuentra una pista de patinaje de 200 m. Desde el 22 de mayo de 2013, ostenta el nombre de «Velódromo Nacional Evelyn García».
Los edificios fueron remodelados debido a la celebración de los XIX Juegos Centroamericanos y del Caribe. 